# Лубенский, Томаш

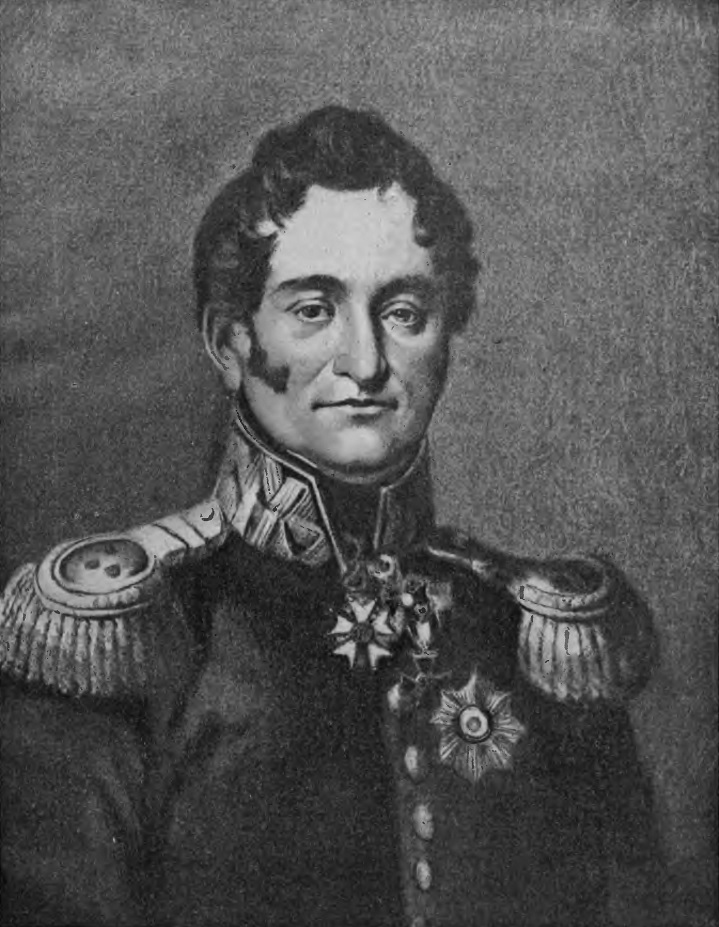
Бригадный генерал граф Томаш Лубенский

Томаш Анджей Адам Лубенский (пол. Tomasz Andrzej Adam Łubieński; 24 декабря 1784, Щитники, под Калишем — 27 августа 1870, Варшава) — прусский граф, барон Французской Империи, бригадный генерал польской армии, сенатор-каштелян Царства Польского в 1829 году, помещик и предприниматель.
Представитель польского дворянского рода Лубенских герба «Помян». Второй сын графа Феликса Лубенского (1758—1848), министра юстиции в Великом герцогстве Варшавском (1807—1813). Его матерью была Текла Тереза Катарина Лубенская (1767—1810), урожденная Белинская, польская поэтесса и драматург. У него было девять братьев и три сестры: Франтишек, Петр, Ян, Генрик, Тадеуш, Юзеф, Мария (в замужестве — Скаржинская), Паулина (в браке — Моравская) и Роза (в замужестве — Собанская).

## Молодые годы

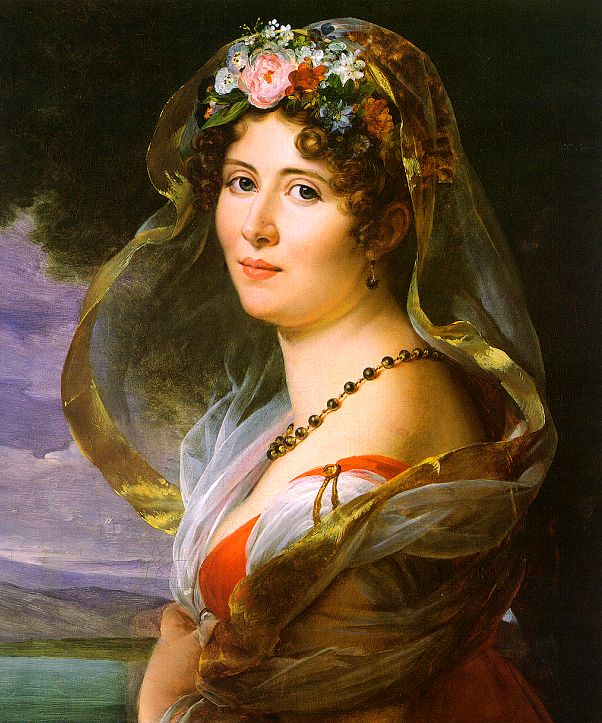
Констанция Мария Аполония Оссолинская (1783—1868), супруга с 1805 года графа Томаша Лубенского

В возрасте шести лет Томаш Лубенский был записан в качестве товарища в народную кавалерию, а спустя два года получил чин хорунжего. Воспитывался и учился дома. В 1801 году в течение нескольких месяцев учился в Вене, изучая музыку, танцы, рисунок, фехтование и верховую езду. Затем практиковал в семейных предприятиях в Варшаве, в частности, в офисе продаж, основанном его дядей Протом Потоцким. В это время он и участвовал в созданной Винцентом Красинским Компании Друзей Отечества, базирующаяся в Краковском предместье в Варшаве.
12 декабря 1805 года в Варшаве Томаш Лубенский женился на Констанции Оссолинской (1783 — 7 декабря 1868), дочери старосты сандомирского Юзефа Каетана Оссолинского (1758—1834) и Марианны Барбары Залесской (1760—1813). Жена принесла ему богатое приданое в виде нескольких имений, среди них, Реёвец под городом Хелм. У супругов было двое детей:
- графиня Адела Лубенская (29 сентября 1806 — 13 февраля 1896), незамужняя
- граф Леон Наполеон Феликс Лубенский (28 февраля 1812 — 31 июля 1860), бездетен.

Констанции были приписаны многочисленные романы, в то время, когда её супруг воевал на стороне Наполеона в Европе.

## ШеволежерНаполеона

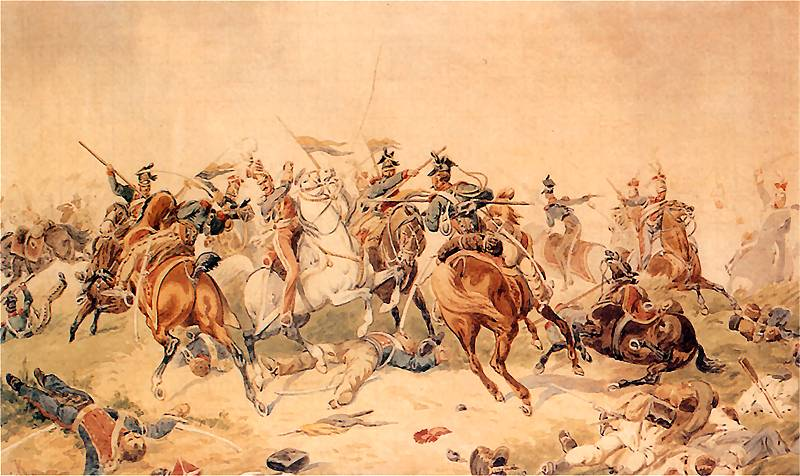
Томаш Лубенский в битве при Ваграме (1809 год)

В 1806 году, после вступления французской армии в Варшаву, Томаш Лубенский присоединился к польскому почетному караулу при Наполеоне, состоящему из аристократической польской молодежи. 14 октября он был назначен заместителем командира. Воевал под Пултуском (1806), был курьером императора. В апреле 1807 года был награжден крестом Ордена Почетного Легиона. Вступил в созданный легкоконный (польский) полк императорской гвардии (шеволежеры). Был командиром эскадрона, и уже в июне 1807 года возглавил первый сформированный эскадрон (125 лошадей) во Франции.
Томаш Лубенский служил в гвардейском полку шеволежеров до 1810 года. Принимал участие в финальной стадии битвы при Соморьерре (1808), когда был отправлен со своим эскадроном для поддержки атакующих. В январе 1809 года сопровождал с одной ротой шволежеров императора Наполеона Бонапарта, возвращавшегося из Испании в Париж. 5 апреля 1809 года получил офицерский крест Ордена Почетного легиона. В кампании 1809 года принимал участие в битвах под Эсслингом (22 мая) и Ваграмом (6 июля). В обоих боях отличался храбростью и навыками командира. В награду получил титул барона Французской империи с четырьмя тысячами франков ренты, повышенной позднее до 6 000. В 1810 году Томаш Лубенский кратко кратко пребывал в Варшаве, где он получил рыцарский крест Ордена «Virtuti Militari».
Недоразумения с командиром полка шволежеров Винцентом Красинским побудили Томаша Лубенского подать в отставку. Она не была принята, но завершила службу Томаша в гвардейском полка шеволежеров — лансьеров. В начале 1811 года он был отправлен в Седан, где сформировал 2-й полк уланов-лансьеров (позднее переименован в 8-й полк шеволежеров-лансьеров). Томаш Лубенский был его командиром в звании полковника. В марте 1812 года повел своих уланов через Берлин, Грудзёндз, Выстриц и Вильно на Полоцк, находясь в составе «Великой армии» Наполеона. Здесь полк был включен в состав резервной армии маршала Удино. Воевал под Филипповом, Полоцком и Борисовом. Понес большие потери, преодолев вплавь Березину и прикрывая переправы Великой армии. В конце 1812 года полковник Томаш Лубенский вернулся в Варшаву. В кампании 1813 года он сражался под Дрезденом, Кульмом, Лейпцигом и Ханау. В январе 1814 года он подал в отставку, и, хотя она была формально принята уже после отречения Наполеона, он не принимал с тех пор участия в битвах. Наполеоновские ветераны тогда по-разному комментировали его решение. Некоторые утверждали, что он не хотел заканчивать свою военную карьеру после уже предрешенного поражения Наполеона.

## Царство Польскоеи Польское восстание
На службу в армию Царства Польского вступил в звании генерал-майора. Получил задание урегулированию статуса пенсий и дотаций, предоставленных полякам Наполеоном. В конце года он получил Орден Святого Станислава II класса. Не мог, однако, адаптировать к новым отношениям в польской армии, вступил в конфликт с великим князем Константином Павловичем и в 1816 году подал в отставку.
На гражданке Томаш Лубенский занялся предпринимательской деятельностью и политикой. Имение в Реёвце он сдал в аренду в 1822 году. В 1825 году Томаш был одним из создателей Общества земских кредитов в Царстве Польском и активно принимал участие в организации его областных филиалов, будучи в 1826—1828 годы одним из директоров общества. Его наставником в бизнесе был более опытный в этой сфере, младший брат Генрик Лубенский, один из организаторов и руководителей банка. Братья совместно принимали участие в создании компании паровой мельницы в Варшаве (1827), а в 1829 году, в своем имении Руда Гузувска (сегодня Жирардув) запустили первый на польских землях завод по производству льняных изделий. В 1830 году они создали торговый дом «Братья Лубенские», директором которого стал Томаш. В то время французский швожелер был верным подданным российского императора. В 1825—1828 годах он был судьей хелмского повета. В 1820 и 1825 годах Томаш Лубенский дважды избирался послом на сейм. В 1829 году он получил номинацию на должность сенатора-каштеляна, и снова стал кавалером Ордена Святого Станислава II класса.
В начале Польского восстания 1830—1831 годов Томаш Лубенский находился на стороне скептически настроенных генералов. Благодаря поддержке Франциска Ксаверия Друцкого-Любецкого Томаш Лубенский стал вице-президентом Варшавы. Его главной задачей на этом посту было проведение разоружения гражданского населения и сдерживание революционных выступлений. 7 декабря диктатор Юзеф Хлопицкий назначил Лубенского начальником Дирекции Почт и Полиции. 21 декабря Лубенский вошёл в польское правительство как заместитель министра внутренних дел, но на этом кончилась его гражданская карьера в повстанческом лагере. Уже 7 января 1831 года он был уволен в атмосфере скандала. Причиной была дело бегство из тюремной больницы обвиненного в государственной измене Матеуша Любовидского, связанные экономическими интересами с Лубенскими и своим братом, Юзефом Любовидским, председателем польского банка. Правда, непосредственное участие в событии принимал Генрик Лубенский, но Томаш знал об этом и как заместитель министра внутренних дел пытался замять дело. В качестве сенатора Царства Польского Томаш Лубенский подписал 25 января 1831 года акт о низложении Николая I Романова. На следующий день после низложения Николая I, то есть 26 января, Томаш Лубенский сообщил в поправке к протоколу заседаний сената о том, что лишение царя польского престола состоялось по инициативе депутатской палаты, и сенаторы были вынуждены последовать за ним.

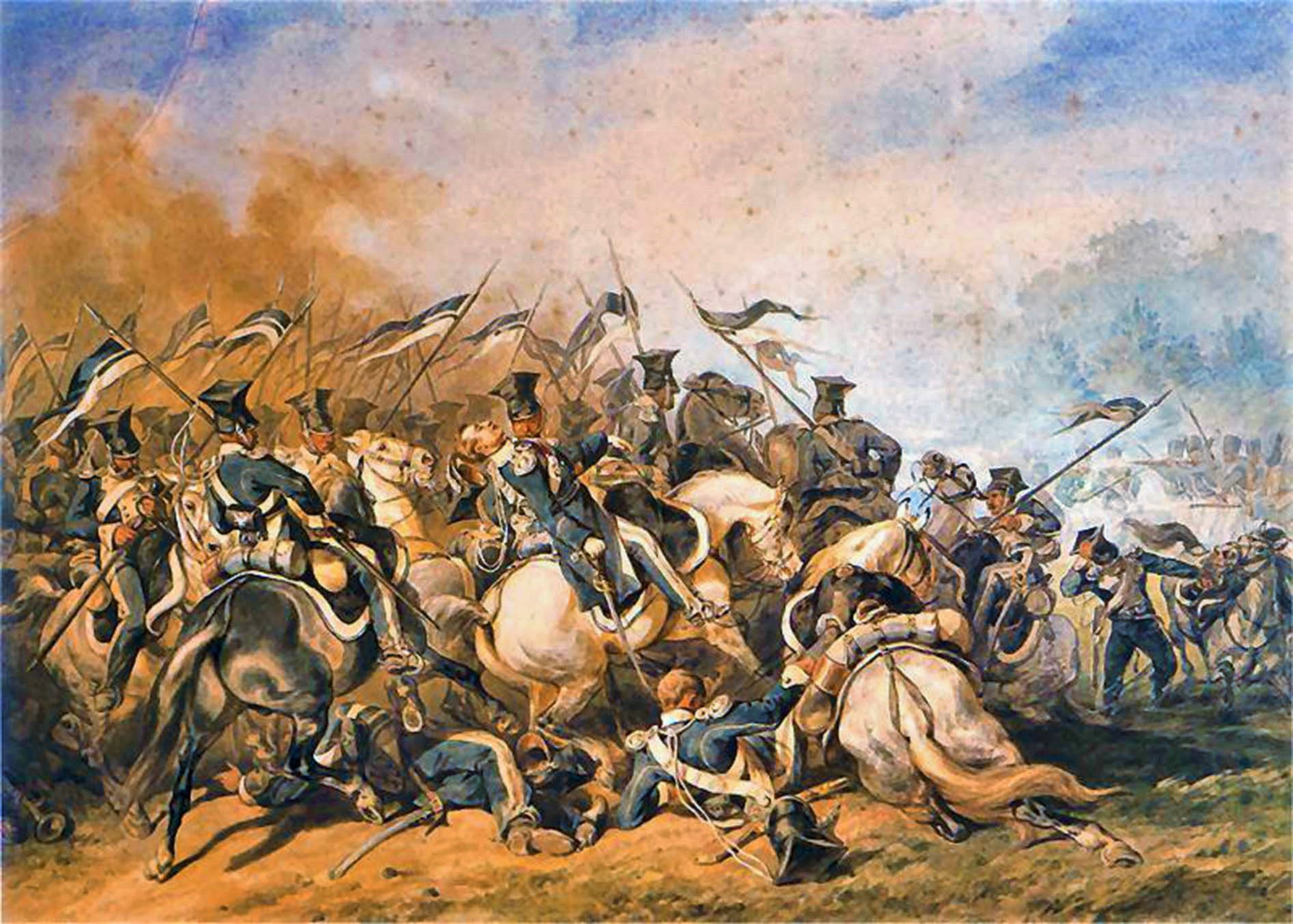
Битва при Остроленке (1831 год)

10 февраля 1831 года Томаш Лубенский был назначен командиром 2-го кавалерийского корпуса, состоявшего из 33 батальонов и 16 пушек. В битве под Вавром ему удалось защитить свой корпус от уничтожения превосходящими силами русской армии. Юзеф Хлопицкий и Игнатий Прондзинский обвиняли Лубенского, что он упустил шанс победы повстанческих войск под Гроховом (25 февраля), отказавшись выполнять приказ и отправить в атаку свою конницу. Более поздние историки, оправдывали бывшего героя из-под Ваграме и Березины, оценивали, что решение Томаша Лубенского было правильным, так как в этой фазе боев кавалерийский бросок привел бы к ненужным потерям. Томаш Лубенский обвинялся несколько в неоднозначной позиции в польско-русской войне.
После битвы Томан Лубенский был единственным и ярым сторонником переговоров с российским главнокомандующим, генерал-фельдмаршалом Иваном Дибичем-Забалканским и капитуляции. Он не верил в тщетность боев и ожидал быстрого, полного поражения. Способствовал назначению новым главнокомандующим единомышленника Яна Скржинецкого. Игнатий Прондзинский обвинял Томаша Лубенского в неумении вести наступление против корпуса генерала, барона Григория Розена. В кампании, завершившейся битвой под Остроленкой, генерал Томаш Лубенский командовал правым крылом, прикрывающим Скржинецкого. Под его командованием было 11 900 солдат и 26 орудий. Но Иван Дибич удивил не проявлявшего активности Лубенского, который, вынужденный действовать, показал, что не забыл, как бороться. Плавными маневрами он выбрался из окружения под Нуром, понеся при этом весьма незначительные потери, и отступил к Остроленке. В сражении под этим городом (26 мая) Томаш Лубенский стоял в отряде, а после поражения выступил за отступление в сторону Варшавы. 1 июня Ян Скржинецкий назначил Томаша Лубенского дивизионным генералом и начальником штаба. На этом посту он оказался хорошим организатором, заботящимся о снабжении. Начальником штаба он остался и при последующих главнокомандующих, а 15 августа сам отклонил предложение принять командование. 19 августа во время военного совета Томаш Лубенский выступил против ведения генеральной битвы с преемником погибшего от холеры Дибича фельдмаршалом Иваном Паскевичем. Ожидая быстрого подавления восстания, он потребовал отправить его со своим корпусом в плоцкое воеводство. Во время боев за Варшаву он доставлял припасы в город, но не пытался помешать наступлению русской армии. 8 сентября он был отозван в Модлин. Находясь там, после бегства из Варшавы членов Патриотического Общества и других противников кунктаторской политики Томаша Лубенского, вновь стали обвинять его в содействии проигрыша восстания. Томаш Лубенский, вероятно, дипломатично, заболел и 28 сентября получил от Мацея Рыбинского отставку. Через три дня он вернулся в занятую русскими Варшаву.
Все генералы польского восстания остались в Царстве Польском, а Томаш Лубенский был сослан в Россию. Быстро получил царское помилование и был освобождён. 24 ноября 1831 года в Москве Томаш Лубенский был принят на аудиенции императором Николаем I Павловичем. В следующем году Лубенский вторично приехал в Россию, на этот раз в Санкт-Петербурге вместе с польской делегацией. В столице Российской империи Томаш Лубенский находился в течение двух лет, отстаивая интересы торгового дома «Братья Лубенские». Речь шла, в основном, о сокращении потерь, вызванных конфискацией царским правительством имений некоторых повстанцев, которые в связи с этим не смогли выполнить обязательства, связанных с компанией братьев Лубенских. Благодаря широким связям в Санкт-Петербурге, генерал и талантливый предприниматель Томаш Лубенский получил удовлетворение в вопросе возвращения имений и активов, конфискованных у польских повстанцев.

## Предприниматель

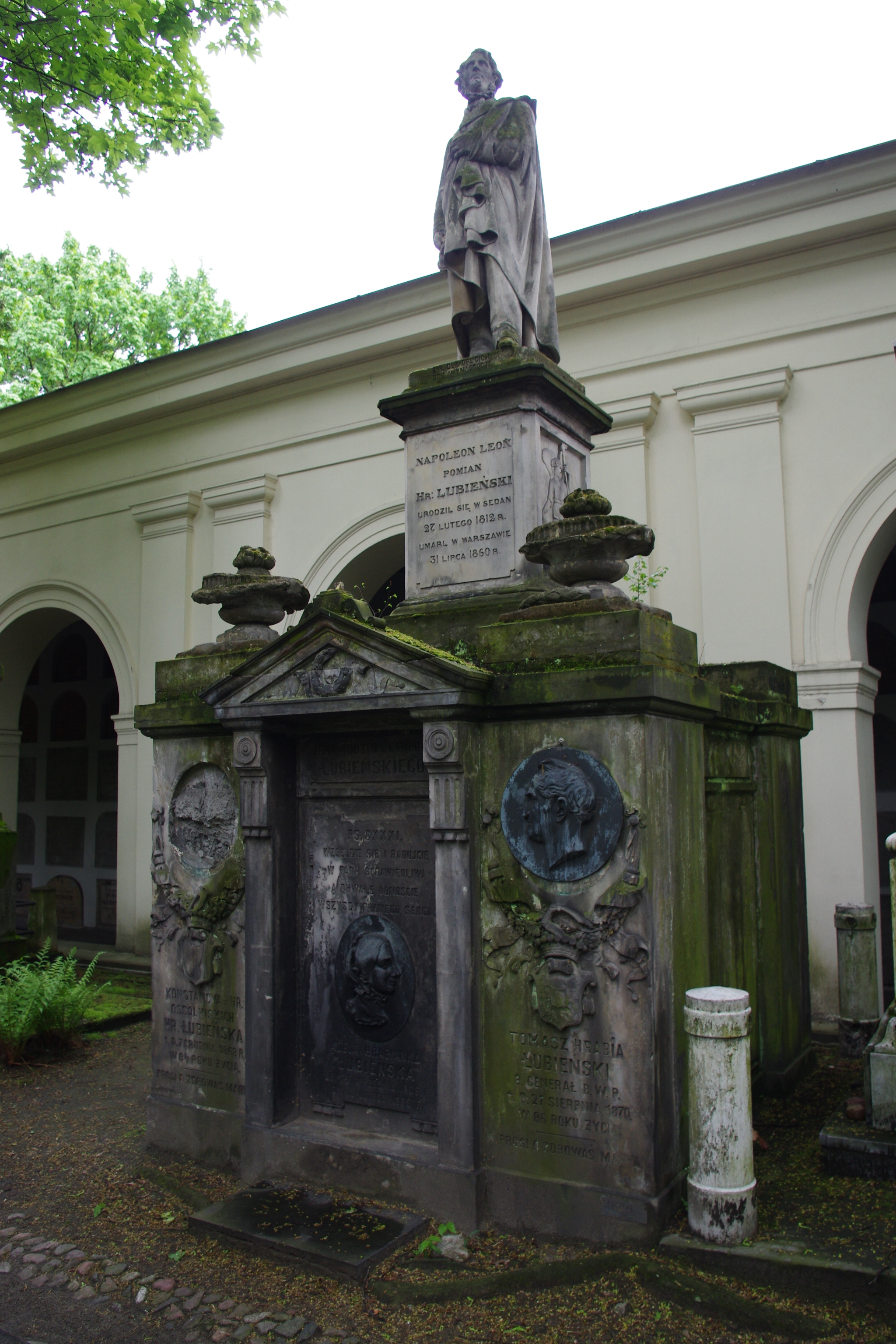
Могила культурного деятеля Наполеона Леона Лубенского и его отца, генерала Томаша Лубенского, на кладбище Старые Повонзки в Варшаве

В 1839 году Томаш Лубенский отправился в Лондон в связи с новым экономическим предприятием, в котором он принимал участие. Он пытался добиться кредитов для финансирования Варшавско-Венской железной дороги. В 1840—1841 годах он был директором строительства этой железной дороги. Для принятия решения Томаша об уходе из активной экономической жизни способствовали проблемы его младшего брата Генрика, который был обвинен в злоупотреблениях в Польском банке, а затем осужден на четыре года тюрьмы. Спасая доброе имя семьи, он приложил все усилия, чтобы покрыть убытки, причиненные в банке его братом. Это повлияло на состояние Томаша, но не настолько, чтобы снизить его социальное положение или уровень жизни. Ликвидировал интересы торгового дома «Братья Лубенские», земельные владения передал детям, а себе обеспечил справедливую, позволяющую вести жизнь на «должном уровне», пенсию.
Живя в Варшаве, он вел активную социальную жизнь. Он был председателем ассоциации «Варшавская торговая палата», членом Общества сельского хозяйства, членом Благотворительного общества и основным персонажем окружающей католическо-консервативной среды. Пользовался расположением русского наместника, генерал-фельдмаршала Ивана Фёдоровича Паскевича, у которого он был частым гостем. Его престиж поднялся еще больше после создания во Франции Второй империи. В 1858 году Томаш Лубенский получил командорский крест Ордена Почетного Легиона. Он составил список наполеоновских солдат польской национальности, которые были награждены императором Наполеона III медалью Святой Елены. Во время возрождения надежды меньшинств в 1861—1863 годы он был уже слишком болен, чтобы принимать активное участие в общественной жизни.
Томас Лубенский, его личная жизнь и политическая деятельность в период 1815—1825 годов, являются одной из тем, какие написал польский историк Мариан Брандыс в своём труде «Конец мира лёгкой кавалерии» («Koniec świata szwoleżerów») (1972). Используя источники той эпохи, Мариан Брандыс нарисовал портрет Лубенского в качестве представителя политической элиты и экономической тогдашнего Царства Польского.
27 августа 1870 года Томаш Лубенский скончался в Варшаве в возрасте 85 лет. Он был похоронен на повонзковском кладбище в Варшаве.